# Rambo (Film)
Rambo (Originaltitel: First Blood) oder Rambo I ist ein US-amerikanischer Actionfilm des Regisseurs Ted Kotcheff aus dem Jahr 1982 und eine Verfilmung des Romans First Blood (1972) von David Morrell mit Sylvester Stallone in der Hauptrolle. Der Film bildet den Auftakt der Pentalogie um John J. (James) Rambo. Kennzeichnend für die Reihe ist das weitgehend genrebegründende Konzept des One-Man-Army-Actionfilms. Der Film wurde ab dem 6. Januar 1983 in den bundesdeutschen Kinos gezeigt.

## Handlung

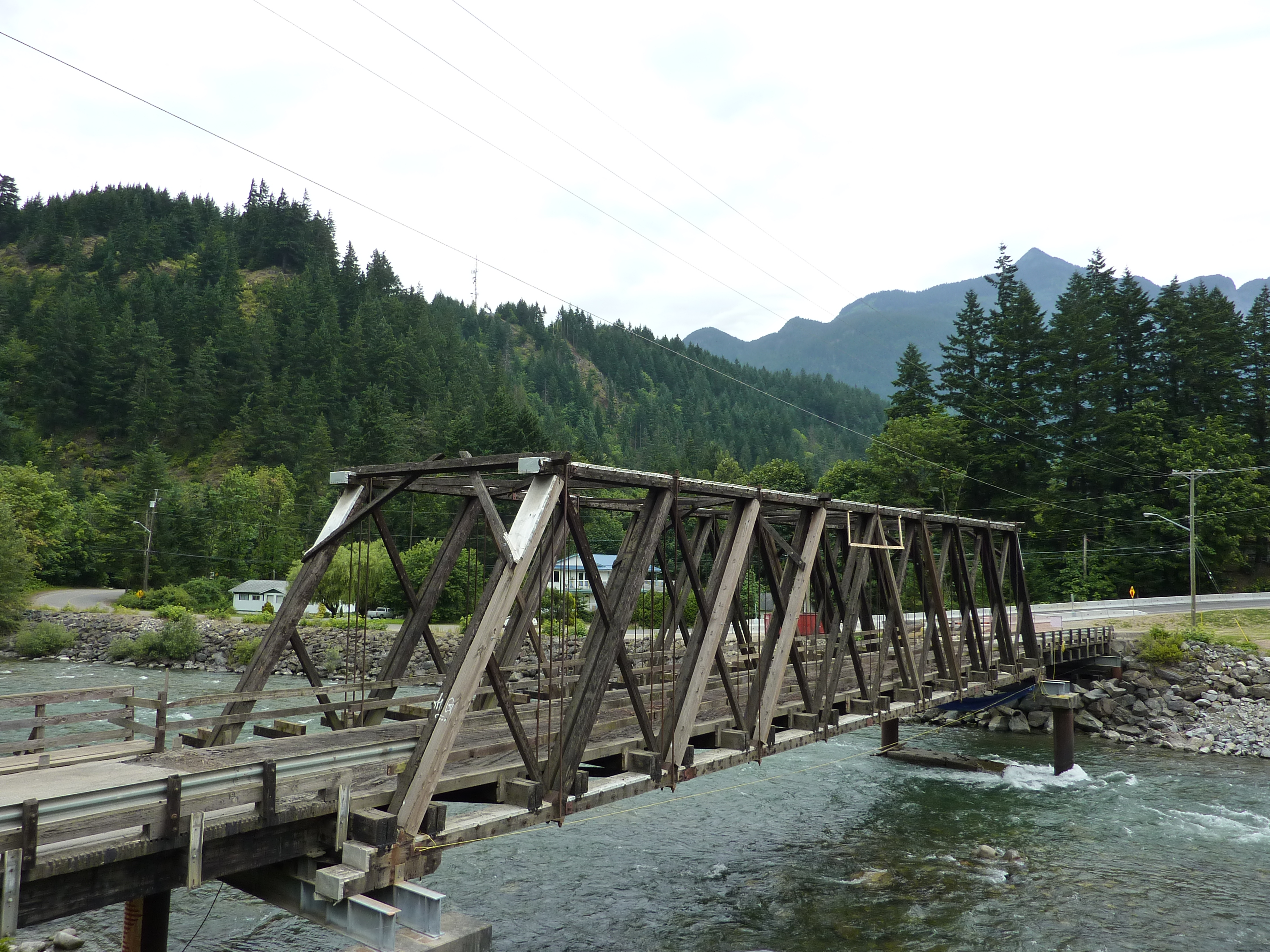
Die ehemalige Brücke über den Coquihalla River im real existierenden Ort Hope, British Columbia, über die Sheriff Teasle John Rambo zu Beginn des Films fährt. Im Film liegt Hope jedoch nicht im kanadischen British Columbia, sondern noch im Nordwesten der USA.

Der wortkarge Vietnamkriegsveteran John Rambo will den letzten Überlebenden seiner ehemaligen Elite-Einheit der Green Berets aufsuchen, erfährt aber, dass dieser ein Jahr zuvor an Krebs verstorben ist. Er zieht weiter und will in der Kleinstadt Hope („Hoffnung“) im Bundesstaat Washington etwas zu essen bekommen. Als er jedoch die Stadtgrenze passiert, verweist der örtliche Sheriff Will Teasle ihn aufgrund seines heruntergekommenen Aussehens der Stadt. Rambo lässt sich zunächst widerspruchslos von Teasle aus der Stadt fahren, kehrt dann aber zu Fuß wieder um und missachtet den Stadtverweis. Daraufhin verhaftet Teasle ihn als Landstreicher.
Im Bezirksgefängnis wird Rambo von den Hilfssheriffs physisch misshandelt und gedemütigt. In die Enge getrieben, werden in dem Ex-Green-Beret traumatische Erinnerungen an seine Zeit als Kriegsgefangener in Vietnam wach. Er befreit sich gewaltsam aus seiner Inhaftierung, schnappt sich ein Motorrad und ergreift die Flucht in die bewaldeten Berge. Zusammen mit einigen Polizeibeamten nimmt der Sheriff die Verfolgung auf. Als der brutale Hilfssheriff Galt sich Teasles Anweisungen widersetzt und aus einem Hubschrauber auf den Flüchtigen schießt, schleudert Rambo in Notwehr einen Stein gegen den Hubschrauber, wodurch Galt das Gleichgewicht verliert und zu Tode stürzt. Die übrigen Polizisten halten Rambo für den Mörder ihres Kollegen und lehnen sein Angebot ab, die Sache zu beenden: Als Rambo mit erhobenen Armen beteuert, nichts Böses getan zu haben, eröffnen die Polizisten das Feuer und Rambo flüchtet erneut.
Der Sheriff und die Polizisten versuchen weiter, Rambo im Wald aufzuspüren, doch gegen den Kriegshelden und Elitekämpfer haben sie kaum eine Chance. Mittels Guerilla-Taktik setzt er seine Verfolger der Reihe nach außer Gefecht und treibt zuletzt den Sheriff in die Falle. Rambo demonstriert so die Leichtigkeit, mit der er seine Gegner hätte töten können, und fordert Teasle ein letztes Mal auf, die Verfolgung abzubrechen. Aufgrund der vielen Verletzten ist die Situation aber inzwischen zu einem Medienspektakel ausgeartet. Die Staatspolizei und die Nationalgarde werden mobilisiert, um Rambo zu fassen. Das Pentagon schickt derweil Rambos ehemaligen Ausbilder und Kommandeur, Colonel Trautman, nach Hope, um das Problem friedlich zu lösen. Dieser provoziert Teasle, als er ihm mitteilt, dass er dort sei, um die Polizisten vor Rambo zu schützen, nicht umgekehrt. Nachts sprechen Rambo und Trautman über ein Funkgerät miteinander, das Rambo einem der Polizisten abgenommen hat. Rambo lehnt es ab, sich zu ergeben, und sagt Trautman, dass die Polizei das „erste Blut“ vergossen habe.
Durch das Gespräch über Funk kann die Polizei Rambo orten und sich am nächsten Tag auf seine Spur setzen. Als die Nationalgarde Rambo in einer Mine umzingelt, sprengen die Soldaten den Eingang und sind sicher, ihren Widersacher getötet zu haben. Die Polizei, die Nationalgarde und der Armeetross beginnen mit dem Abzug. Doch Rambo hat überlebt, und es gelingt ihm, durch einen anderen Ausgang wieder an die Oberfläche zurückzukehren. Anstatt unerkannt zu fliehen, will er nun mit Teasle abrechnen. Er entführt ein mit Waffen beladenes Militärfahrzeug und beginnt einen Rachefeldzug gegen den Sheriff. Er macht sich auf in die Stadt und hinterlässt auf dem Weg zum Polizeirevier eine Spur der Verwüstung. Rambo nutzt dieses Chaos, um sich unbemerkt an den Sheriff heranzuschleichen und ihn schwer zu verletzen. Trautman kommt gerade rechtzeitig, um zu verhindern, dass Rambo Teasle tötet. Rambo bricht nach einem Nervenzusammenbruch in Tränen aus. In einem Monolog beschreibt er, wie er es nach dem Krieg nicht schaffte, sich in der Gesellschaft zurechtzufinden, die ihm keine Chance mehr gab. Er schildert Trautman, wie sehr er immer noch unter den schrecklichen Ereignissen des Krieges leide. Schließlich gibt er auf und wird von der Polizei widerstandslos abgeführt, während Teasle ins Krankenhaus gebracht wird.

## Synchronisation
Die deutsche Synchronisation entstand im Auftrag der Rainer Brandt Filmproduktion GmbH, für die Dialogregie und das deutsche Dialogbuch war Ronald Nitschke verantwortlich.
| Rolle                        | Darsteller         | Sprecher                |
| ---------------------------- | ------------------ | ----------------------- |
| John J. Rambo                | Sylvester Stallone | Thomas Danneberg        |
| Col. Samuel Trautman         | Richard Crenna     | Friedrich W. Bauschulte |
| Sheriff Will Teasle          | Brian Dennehy      | Heinz Theo Branding     |
| Cpt. Dave Kern               | Bill McKinney      | Manfred Grote           |
| Deputy Sergeant Arthur Galt  | Jack Starrett      | Jochen Schröder         |
| Deputy Balford               | Michael Talbott    | Uwe Paulsen             |
| Deputy Ward                  | Chris Mulkey       | Manfred Lehmann         |
| Orval Kellerman, Hundehalter | John McLiam        | Ingo Osterloh           |
| Deputy Lester                | Alf Humphreys      | Hans Nitschke           |
| Deputy Mitch                 | David Caruso       | Ronald Nitschke         |
| Deputy Shingleton            | David Crowley      | Joachim Pukaß           |
| Deputy Preston               | Don MacKay         | Manfred Grote           |

## Entstehung

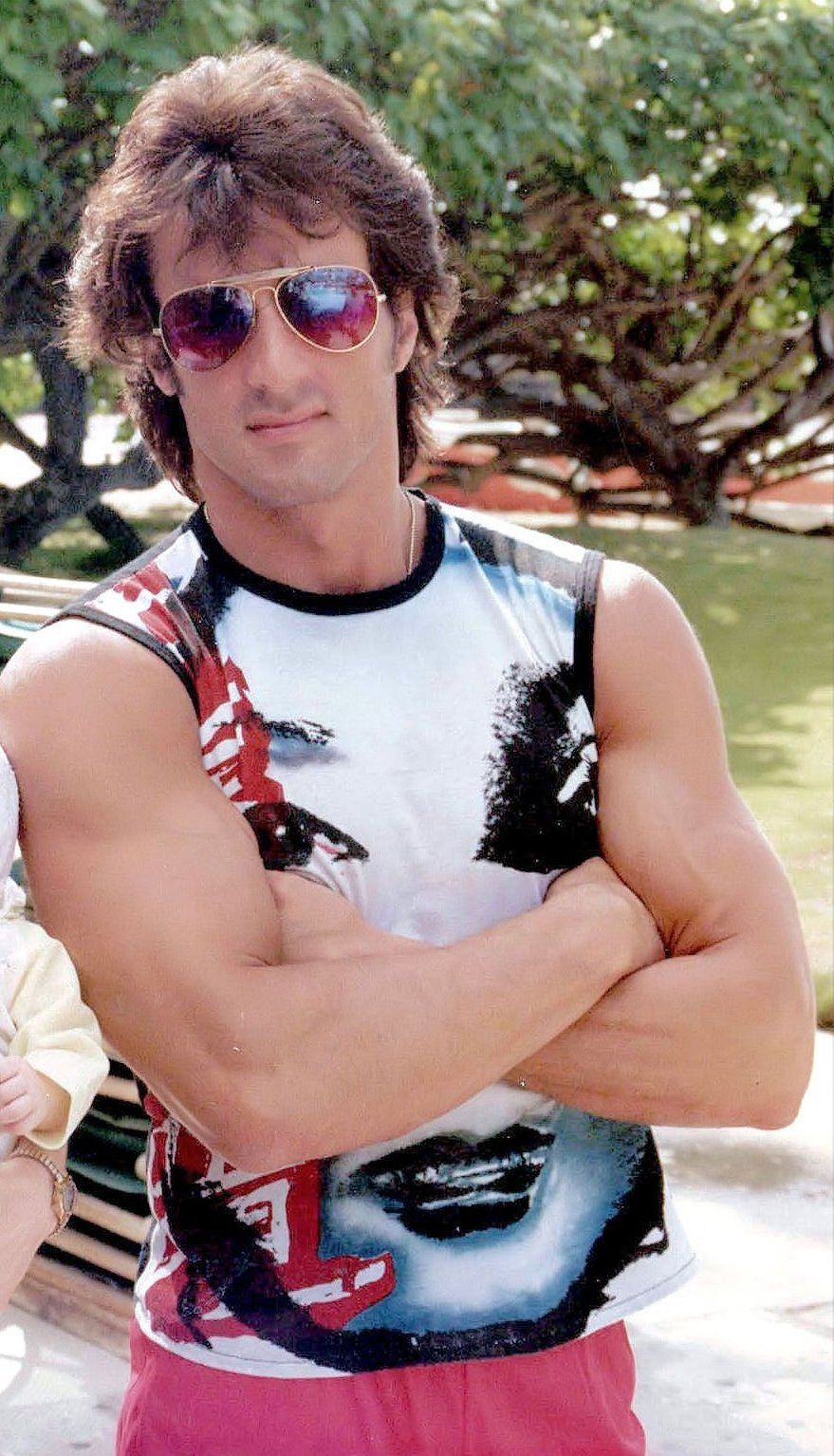
Sylvester Stallone (1984)

Ted Kotcheff arbeitete erstmals 1976 mit den Autoren Michael Kozoll und William Sackheim an der Verfilmung des 1972 erschienenen David-Morrell-Romans First Blood. Bei Warner Bros. glaubte man jedoch, das amerikanische Publikum sei noch nicht bereit für einen Film über den erst 1975 beendeten Vietnamkrieg.
Einige Jahre später unterbreitete Kotcheff Sylvester Stallone das Angebot, die Hauptrolle zu übernehmen. Angeblich waren zuvor auch Clint Eastwood, Burt Reynolds, John Travolta und Terence Hill für die Rolle im Gespräch gewesen. Das Angebot an Stallone wurde in Hollywood mit Skepsis betrachtet. An diesem Punkt seiner Karriere waren Stallones Filme – abgesehen von den zwei Rocky-Filmen – sämtlich Flops, und man sprach ihm keine große schauspielerische Bandbreite zu. Unter der Bedingung, das Drehbuch mit Ted Kotcheff überarbeiten zu dürfen, sagte Stallone zu. Seine Vorschläge wurden von Kotcheff gelobt, entfernten die Geschichte jedoch von der Romanvorlage. So war es Stallones Idee, Rambo zum Großteil ohne Waffen kämpfen zu lassen und sich stattdessen auf seine in Vietnam erlernten Fähigkeiten zu konzentrieren. Des Weiteren ist Rambos Wortkargheit ebenfalls auf Stallone zurückzuführen. Und war die Figur des John Rambo im Roman noch als eiskalte „Tötungsmaschine“ konzipiert, legte Stallone sie in seinem Drehbuch als seelisch gebrochenen Exsoldaten an, der nach seiner Armeezeit Schwierigkeiten hat, sich im Zivilleben zurechtzufinden, und sich in den Kampfhandlungen des Films trotz seiner militärischen Ausbildung betont defensiv verhält: Im Verlauf von Rambo kommt nur einer seiner Widersacher zu Tode, und dies darüber hinaus eher durch eigenes Verschulden. Rambo ist eher Opfer als Täter.
Für die Rolle von Rambos Mentor, Colonel Trautman, war ursprünglich Kirk Douglas vorgesehen. Er stieg jedoch kurz vor Drehbeginn aus, da die Produzenten seine Drehbuchänderungen nicht akzeptierten, und wurde durch Richard Crenna ersetzt.

## Produktion
Ort der Handlung ist die fiktive Stadt Hope in Washington und Umgebung. Die Drehorte waren in Kanada in Hope (British Columbia), im Golden Ears Provincial Park, im Coquihalla Canyon Provincial Park und in anderen Teilen Kanadas (Ortsszenen). Die Dreharbeiten begannen 1981 im kanadischen Hope mit einem Budget von 14 Millionen Dollar. Stallone bereitete sich unter anderem mit Überlebens- und Nahkampftraining auf seine Rolle vor. Viele seiner Stunts machte er selbst, brach sich dabei vier Rippen und zog sich Verbrennungen an seiner rechten Hand zu.

### Alternative Enden
Der verletzte John Rambo wird in der Romanvorlage von Col. Trautman erschossen. Kirk Douglas, der ursprünglich für die Rolle des Trautman vorgesehen war, sagte seine Teilnahme am Film ab, als er erfuhr, dass ein anderes Ende für den Film vorgesehen sei. Er hielt es für dramatischer, wenn Trautman erkennt, was für ein amoralisches, gefährliches „Frankenstein-Monster“ er erschaffen hat, und Rambo daher tötet. Stallone warb dagegen für ein anderes Ende, da die Filmversion Rambo nicht als brutal-mordend, sondern als zerrissen darstellt und die Zuschauer seinen gewaltsamen Tod nicht akzeptieren würden. In einer ersten gedrehten Fassung begeht John Rambo zum Schluss Selbstmord im Beisein von Trautman; diese Fassung wurde jedoch verworfen, nachdem das Testpublikum sehr schlecht darauf reagiert hatte. Auf Drängen Stallones genehmigten die Produzenten daher ein alternatives Ende, und der Film erhielt für den regulären Kinostart am 22. Oktober 1982 das bekannte Ende, in dem Rambo überlebt und sich der Polizei stellt.

## Rezeption
Mit einem weltweiten Einspielergebnis von 125 Mio. US-Dollar zählt Rambo zu den rentabelsten Filmen seiner Zeit. Er wurde auch von Kritikern gelobt. Von der Filmbewertungsstelle Wiesbaden (FBW) erhielt er die Auszeichnung Besonders wertvoll, was viele Kontroversen auslöste. Der Film katapultierte Sylvester Stallone wieder an die Spitze der Starriege.
Rambo kann als Klassiker und Wegbereiter des Action-Genres bezeichnet werden, der nicht nur vier Fortsetzungen, sondern auch zahlreiche Plagiate nach sich zog. Darüber hinaus enthält er eine deutliche Kritik an der politischen und gesellschaftlichen Situation in den USA im Zusammenhang mit dem Vietnamkrieg:
- Der Sheriff übertritt durch das Bestreben, seinen Bezirk „sauber zu halten“, selbst die Gesetze.
- John Rambo bediente von seinem eigenen Land gestelltes schweres Gerät im Krieg und war dadurch für Material in sehr hohem Warenwert verantwortlich. Nach der Rückkehr bekam er allerdings in genau diesem Land keine Arbeit mehr. In Vietnam wurde er gezwungen, Menschen zu töten, bei seiner Heimkunft wurde gegen die Armee demonstriert und er dadurch automatisch mit Verachtung gestraft. Seine als Einzelkämpfer antrainierten Kampftechniken musste er durch eine Reihe schicksalhafter Ereignisse gezwungenermaßen gegen seine eigenen Landsleute anwenden.
- Rambo erleidet am Ende einen psychischen Zusammenbruch. Er vertritt dabei eine Auffassung, die der deutschen „Dolchstoßlegende“ nach dem Ersten Weltkrieg ähnlich ist. Demnach hätten Kräfte in den USA die eigenen Truppen verraten und dadurch einen Sieg zunichtegemacht („Ich habe nur alles getan, um zu gewinnen, aber irgendjemand ließ uns nicht gewinnen“). Eine ähnliche Auffassung wird von rechtsgerichteten amerikanischen Medien, insbesondere dem Regnery Publishing, vertreten, die die Schuldigen in den Reihen linksgerichteter Kriegsgegner sahen.[8][9] Rambo bezeichnet die Kriegsgegner als „Maden“. Insofern wird im Film auch eine Heroisierung der im Vietnamkrieg eingesetzten Soldaten betrieben, und die Frage nach der Berechtigung des amerikanischen Einsatzes in Vietnam wird gar nicht gestellt.
- Jedoch ist seine Enttäuschung darüber, dass er, nachdem er sein Leben riskiert hat, zu Hause von Kriegsgegnern als Mörder bezeichnet wird, der eigentliche Grund für den Zusammenbruch.

Durch die Filmfigur wurde die Bezeichnung Rambo zum Synonym für einen brachialen, rohen und unsensiblen Persönlichkeitstyp, der seine Ziele mit dem Mittel der Gewalt durchsetzt. Das Wort wurde sogar in den Duden aufgenommen, dem zufolge es umgangssprachlich einen „brutalen männlichen Typ“ und „Kraftprotz“ bezeichnet.
Tatsächlich ist die Figur im ersten Film und in der Buchvorlage noch differenzierter angelegt als das Bild, das in den Volksmund Eingang gefunden hat und in den Fortsetzungen dargestellt wurde.
Szenen des Films wurden 2007 im britischen Film Der Sohn von Rambow verwendet, in dem zwei Kinder durch Rambo animiert werden, einen eigenen Film zu drehen.

### Kritiken
Das Lexikon des internationalen Films urteilte: „Perfekt inszenierter, harter und spannender Actionfilm mit einigen interessanten Ansätzen zur Aufarbeitung amerikanischer Vergangenheit. Der große Erfolg des Films machte Hauptdarsteller Stallone zum Massenidol. Es folgten mehrere Fortsetzungsfilme, in denen ‚Rambo‘ als brutaler Law-and-Order-Mann zur Comic-Figur degenerierte.“
Die Kritiker der Fernsehzeitschrift TV Spielfilm meinten: „Der Klassiker des Faustrechts setzte Maßstäbe, erzeugte ein geflügeltes Wort und zog bis 2007 drei eher grobmotorische Fortsetzungen nach sich.“
Hans-Christoph Blumenberg von Der Zeit schrieb am 7. Januar 1983: „Wäre nicht der perfide Schluss (in dem ausgerechnet die Anti-Kriegs-Demonstranten für Rambos Zusammenbruch verantwortlich gemacht werden), könnte ‚First Blood‘ ein großer Film sein. Zumal in den von Paranoia und mörderischer Angst (auf beiden Seiten) geprägten Nachtszenen zeigt sich der Kanadier Ted Kotcheff als brillanter Regisseur.“
Die Jurybegründung der FBW (1983) lautete: „So liegt es am Betrachter, ob er den in Regie, typengerechter Besetzung, Ausstattung und Milieu, vor allem aber in der Titelfigur hervorragend gestalteten Film als Action-Spektakel interpretieren will, das sich nur ein Bedeutsamkeits-Mäntelchen umhängt, oder ob er die im Film durch Erinnerungsbilder und einen Schlussmonolog betonte psychologische Deutung ernst nimmt, dass hier ein Mensch zu erleben ist, der durch Krieg Schaden genommen hat.“
2021 wertete Rouven Linnarz von film-rezensionen.de: „‚Rambo‘ ist eine Mischung aus Action- und Kriegsfilm. Ted Kotcheffs Film erzählt von einem vom Krieg traumatisierten Menschen, dessen Psychose ihn letztlich einholt und der zu jener Kampfmaschine wird, als die er ausgebildet wurde. Auch nach fast 40 Jahren ist Rambo aktuell und verweist auf ein Problem der USA, das bis heute noch nicht angegangen wurde.“

## Herkunft des NamensRambo
Der Name des John Rambo beruht auf der Romanvorlage First Blood von David Morrell (1972). Es gibt mehrere Erklärungen über die Herkunft des Namens Rambo in diesem Zusammenhang:
- David Morrell selbst gab an, der Name sei aus einem Rambo-Apfel (einer in den USA verbreiteten Apfelsorte) entstanden, den seine Frau nach Hause brachte, als er einen passenden Namen für seinen Protagonisten suchte.[15]
- als Verballhornung von (Arthur) Rimbaud, einem französischen Dichter mit rebellischem Ruf. Mit amerikanischem Akzent ausgesprochen klingt Rimbaud wie Rambo. Diese Erklärung, zusammen mit einem Verweis auf eine Apfelsorte namens Rambo, nennt der Autor in der Kommentarspur zur US-amerikanischen DVD des ersten Rambo-Films.
- Rambo ist ein althochdeutscher Name, als typische Kurzform des Frühmittelalters[16] über Rambod zu Rambald/Rambold oder Rambert. Er setzt sich aus den Wörtern hraban „Rabe“ und einem maskulinen Kürzel -o für die Silben bald „kühn“ oder beraht „glänzend, ruhmreich“ zusammen. In der Fortsetzung des Films wird aus Rambos Dienstakte zitiert und dessen deutsche und indianische Abstammung explizit erwähnt.

## Fortsetzungen
Dem Film folgten vier Fortsetzungen. 1985 inszenierte George Pan Cosmatos mit Rambo II – Der Auftrag den zweiten Teil der Reihe. Das Drehbuch stammt u. a. von Regisseur James Cameron sowie Hauptdarsteller Sylvester Stallone. Drei Jahre später folgte Rambo III. Auch hier arbeitete Stallone am Drehbuch mit.
2008 erschien John Rambo, der von Sylvester Stallone inszeniert und produziert wurde. Da Rambo in der Romanvorlage am Ende des Buches stirbt, schrieb Morrell die Fortsetzungen dann in Anlehnung an den ersten Film, nicht an sein eigenes Buch.
Anfang Dezember 2015 wurde bekannt, dass eine Fernsehserie mit dem Titel Rambo: New Blood entwickelt werde. Im Fokus der Handlung würden Rambo und sein Sohn J. R. stehen.
Der fünfte Teil Rambo: Last Blood kam im September 2019 in die Kinos. Der mit ca. 50 Millionen Dollar produzierte Film spielte seine Kosten binnen 11 Tagen wieder ein. Morrell distanzierte sich von dem Film.
Stallone stellte im Vorfeld des Starts von Rambo V in Aussicht, dass ein sechster Teil nicht ausgeschlossen sei, sofern der fünfte Teil ein Erfolg sein sollte.